# جمعية إنديانا العامة
جمعية إنديانا العامة (بالإنجليزية: Indiana General Assembly)‏ هي الهيئة التشريعية لإنديانا، التي تعقد داخل مقر الولاية في إنديانا، تتكون من المجلس الأعلى مجلس شيوخ إنديانا 
الذي يضم 50 مقعداً، والمجلس الأدنى مجلس نواب إنديانا .